# Quelle der Frauen
Quelle der Frauen (Originaltitel: La Source des femmes) ist ein französisch-belgisch-italienisch-marokkanischer Spielfilm von Radu Mihăileanu aus dem Jahr 2011.

## Handlung
In einem kleinen Bergdorf in Nordafrika ist es seit jeher Tradition, dass die Frauen das Wasser von einer entlegenen Quelle ins Dorf holen. Seit jeher kommt es dabei zu Stürzen und Unfällen und fast jede Frau des Dorfes hat auf diese Weise mehrere ungeborene Kinder verloren.
Eines Tages stürzt die junge Karima am Berg und verliert ihr Kind. Leila, die auf diese Weise ebenfalls ein ungeborenes Kind verloren hatte, fasst einen Plan: Sie will die Männer dazu bringen, anstelle der Frauen das Wasser von der Quelle zu holen bzw. einen Brunnen im Dorf zu errichten. Die Tradition beruhe auf Strukturen einer Zeit, in der die Männer noch für die Frauen in den Krieg zogen. Es gibt jedoch keinen Krieg mehr, die Männer sitzen den ganzen Tag beim Tee zusammen und lassen die Frauen arbeiten. Leila schlägt einen Liebesstreik vor, der die Männer umstimmen soll – ohne Wasser kein Sex.
Nur wenige Frauen schließen sich zunächst Leilas Plan an. Größte Gegnerin ist Leilas Schwiegermutter Fatima, die ihrem Sohn Sami stets von einer Ehe mit Leila abgeraten hatte. Sie hatte für ihn eine andere Frau vorgesehen. Lehrer Sami jedoch heiratete Leila aus Liebe und brachte ihr als erster Frau im Dorf Lesen und Schreiben bei. Er unterstützt Leila auch bei ihrem Liebesstreik. Andere Frauen können sich nicht gegen ihre Männer behaupten und werden jede Nacht von ihrem Mann vergewaltigt. Es ist die Dorfälteste, genannt „alte Flinte“, die den Frauen Ratschläge gibt, wie sie nachts ihren Männern entgehen können. Bald sammeln sich die so Zurückgewiesenen bei Dunkelheit im Dorf, um über die aktuelle Situation zu beratschlagen. Eine Dorfversammlung der Männer bringt zutage, dass die Jüngeren eher auf der Seite der Frauen stehen. Sami beginnt mit Leila das Koranstudium, weiß er doch, dass sie bald zum Imam zitiert werden wird, um für ihr Handeln einzustehen.
Der Liebesstreik der Frauen wird mit der Zeit bekannt, die Männer werden im Nachbardorf als schwach verspottet und Leilas Schwägerin Aicha wird von ihrem Freund entlobt. Samis Eltern raten ihm, sich eine zweite Frau zu nehmen, die Kinder kriegen will. Sami weigert sich, verliert am Ende jedoch sogar seine Arbeit als Lehrer, da er als nachgiebiger Mann kein gutes Vorbild für die Kinder sein könne.
Eines Tages erscheint ein Insektenforscher im Dorf, der bei Samis Bruder einzieht. Er ist Journalist und will eine Reportage über Insekten schreiben. Leila erkennt in ihm ihre frühere große Liebe und beichtet Sami, dass sie vor der Ehe eine Beziehung zu dem Mann hatte. Sami ist zunächst entsetzt. Er bedroht seinen Nebenbuhler und will ihn umbringen, doch macht der ihm klar, dass er zwar ins Dorf gekommen sei, um Leila zurückzuholen, hier jedoch erfahren habe, dass beide ein sich innig liebendes Paar sind. Nun wisse er nicht mehr, was er im Dorf eigentlich wolle. Leila wiederum schafft es im Gespräch mit dem Imam, diesen von dem Standpunkt der Frauen zu überzeugen.
Sami bringt den Journalisten dazu, sich mit der Lage im Dorf zu befassen. Dieser erlebt nun den Liebesstreik der Frauen, sieht deren öffentliches Protestieren auf dem Erntedankfest im größten Dorf der Gegend, und erfährt, dass die Dorfleitung bereits vor zwei Jahren einen Antrag gestellt hatte, um eine Wasserleitung ins Dorf verlegen zu lassen. Er verfasst einen Artikel über die Situation. Tatsächlich reagieren die Verantwortlichen schnell: Innerhalb kürzester Zeit wird eine Wasserleitung ins Dorf verlegt, befürchtet die Regierung doch, dass sich der Liebesstreik auch auf andere Dörfer ausweiten könnte und die Frauen am Ende mehr fordern könnten als Wasser im Dorf. Die Frauen haben sich durchgesetzt und mehr Selbstbewusstsein erlangt. Dennoch stellt eine von ihnen fest, dass die Quelle der Frauen letztendlich der Mann sei – und wird von den anderen Frauen für ihre Worte bejubelt.

## Produktion

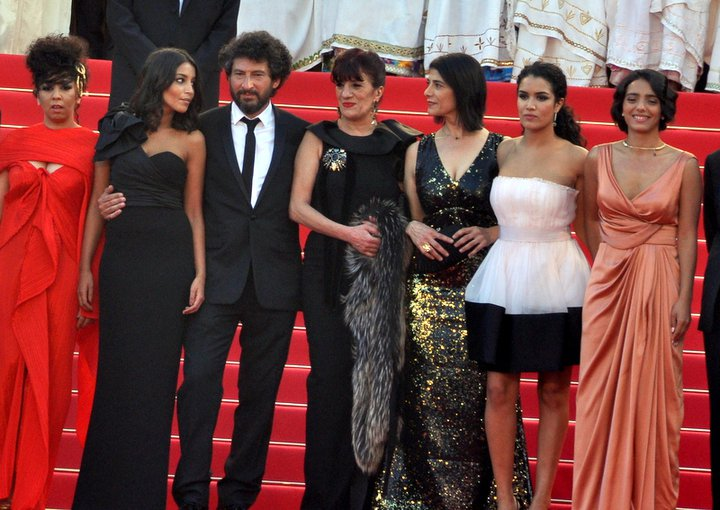
Die Darsteller von Quelle der Frauen 2011 in Cannes

Quelle der Frauen beruht auf einer wahren Begebenheit, die sich 2001 in einem Dorf in der Türkei zutrug; das Grundthema wurde jedoch bereits von Aristophanes in seinem Stück Lysistrata verarbeitet. Gedreht wurde mit einer 35-mm-Steadycam in einem Dorf in Marokko. Die Kostüme schuf Viorica Petrovici, die Filmbauten stammen von Christian Niculescu. Die Produktionskosten beliefen sich auf rund 8 Millionen Euro, wobei der Film zu 64 Prozent von Frankreich produziert wurde. Weitere am Film beteiligte Länder waren Belgien (14 Prozent), Italien (12 Prozent) und Marokko (10 Prozent).
Quelle der Frauen erlebte am 21. Mai 2011 im Rahmen der Internationalen Filmfestspiele von Cannes seine Premiere und lief am 2. November 2011 in den französischen Kinos an, wo er von 551.475 Zuschauern gesehen wurde. In Deutschland erschien der Film im Oktober 2013 direkt auf DVD.

## Synchronisation
| Rolle     | Darsteller     | Synchronsprecher     |
| --------- | -------------- | -------------------- |
| Leila     | Leïla Bekhti   | Mareile Moeller      |
| Esmeralda | Hafsia Herzi   | Shanti Chakraborty   |
| Fatima    | Hiam Abbass    | Katharina Koschny    |
| Sami      | Saleh Bakri    | Tobias Nath          |
| Hussein   | Mohamed Majd   | Reinhard Scheunemann |
| Imam      | Mohamed Tsouli | Frank-Otto Schenk    |
| Karim     | Karim Leklou   | Wanja Gerick         |
| Sofiane   | Malek Akhmiss  | Sven Gerhardt        |

## Auszeichnungen
Auf den Internationalen Filmfestspielen von Cannes lief der Film 2011 im Wettbewerb um die Goldene Palme. Der Film erhielt 2012 zwei César-Nominierungen: in den Kategorien Beste Hauptdarstellerin (Leïla Bekhti) und Beste Kostüme (Viorica Petrovici).
Die Filmbewertungsstelle vergab für Quelle der Frauen 2013 das Prädikat „besonders wertvoll“.